# Dodecalana yagerae
Dodecalana yagerae là một loài chân đều trong họ Cirolanidae. Loài này được Carpenter miêu tả khoa học năm 1994.